# 浦金野环形山
浦金野环形山（Purkyně）是位于月球背面赤道区的一座大撞击坑，其名称取自捷克生理暨解剖学家扬·埃万杰利斯塔·普尔基涅，1970年被国际天文学联合会批准接受。

## 描述

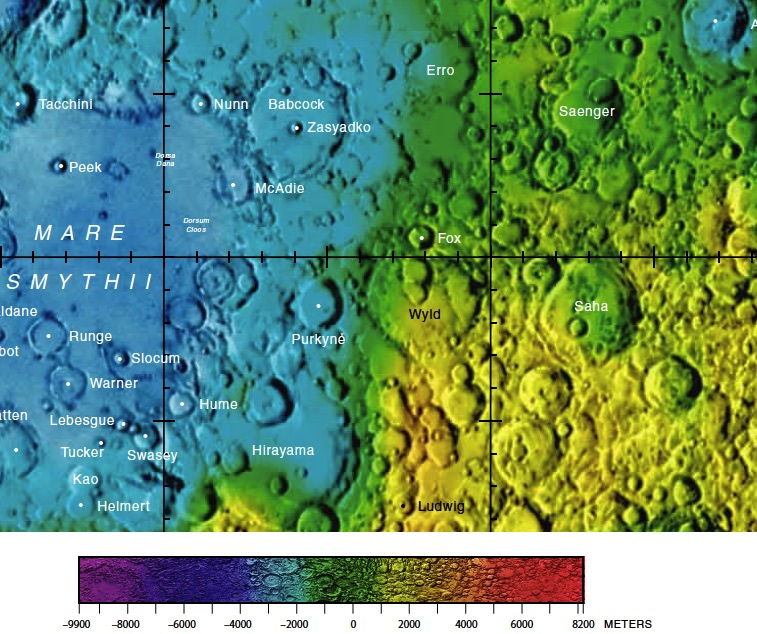
浦金野环形山的周边，月球背面区域详图。

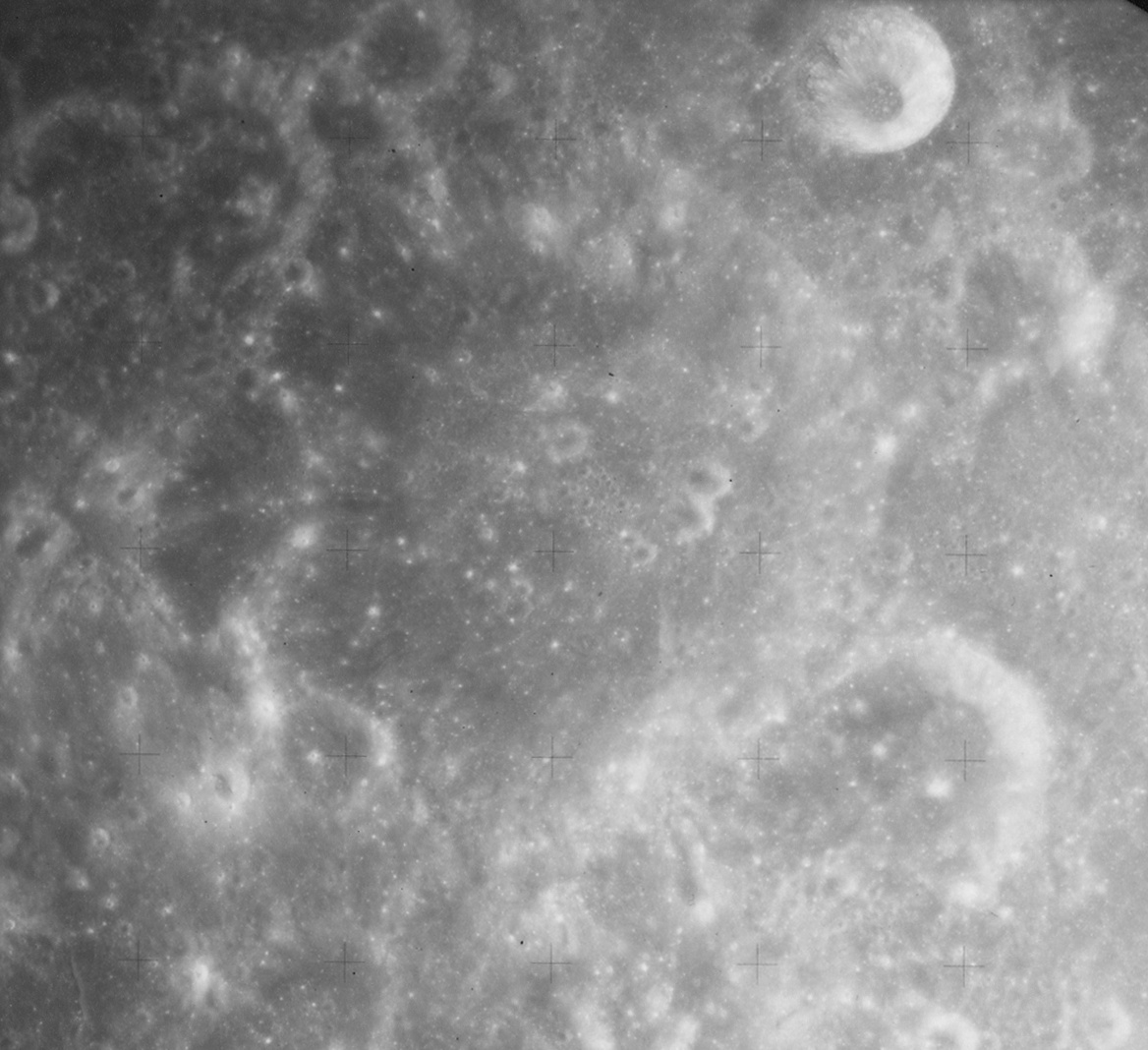
阿波罗15号测绘相机拍摄的图像

该陨坑西北分别与斯洛克姆陨坑、麦卡笛陨石坑和皮克陨石坑相毗邻、北面和东北坐落了巴布科克环形山和福克斯陨石坑、大陨坑怀尔德环形山位于它的东面，而南面则横亘了更大的平山环形山，浦金野陨石坑的西侧濒临界海史密斯海。该陨坑中心月面坐标为1°32′S 94°52′E / 1.54°S 94.86°E，直径50.29公里，深度约2.35公里。
浦金野环形山拥有一圈圆形、高耸，且已磨损的坑壁，其中东北壁边缘较平直，西北壁覆盖着一群小陨坑坑，而东南壁则切入了卫星坑"浦金野 K"。浦金野环形山坑壁最大高出周边地形1130米，内部容积约有2028公里3。碗状的坑底相对平整，表面散布有众多细小的撞击坑，其中最醒目的是位于中心点东南的一对微型坑。

## 卫星陨石坑
按惯例，最靠近浦金野环形山的卫星坑将在月图上以字母标注在它的中心点旁边。
| 浦金野 | 纬度   | 经度    | 直径    |
| ------ | ------ | ------- | ------- |
| D      | 1.0° S | 96.0° E | 13 公里 |
| K      | 2.7° S | 95.4° E | 21 公里 |
| S      | 1.8° S | 90.6° E | 34 公里 |
| U      | 0.7° S | 91.9° E | 51 公里 |
| V      | 0.8° S | 92.7° E | 24 公里 |

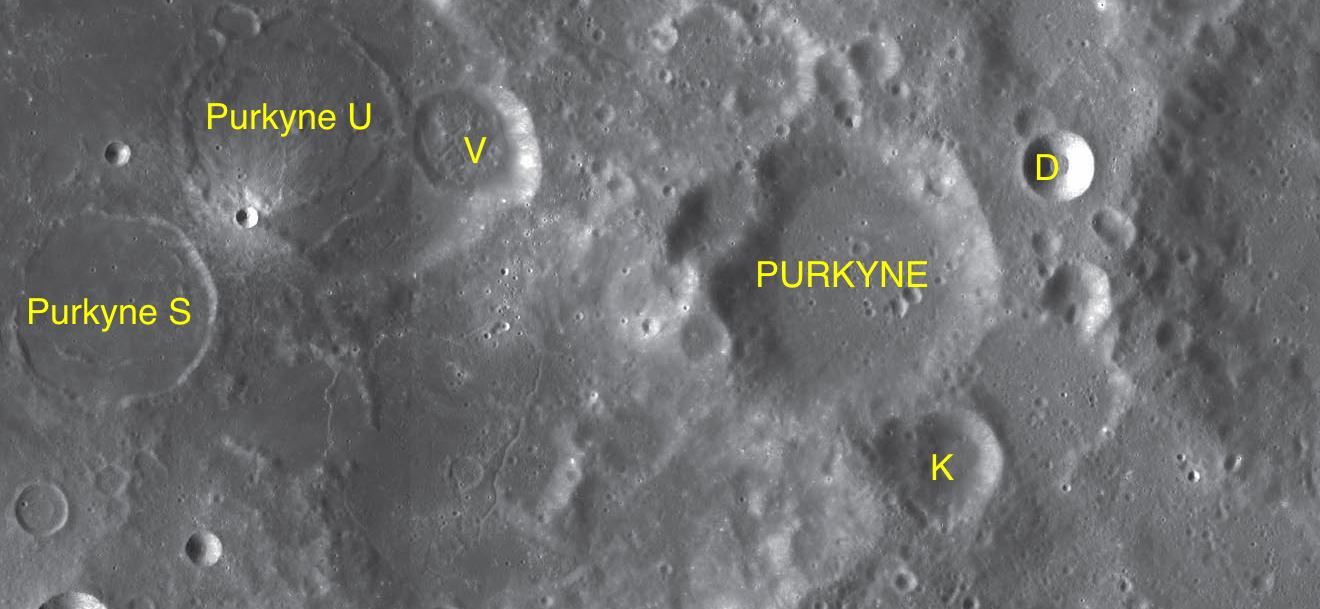
LAC-82 区域图

- 卫星坑"浦金野 S"、"浦金野 U"约形成于酒海纪[4]

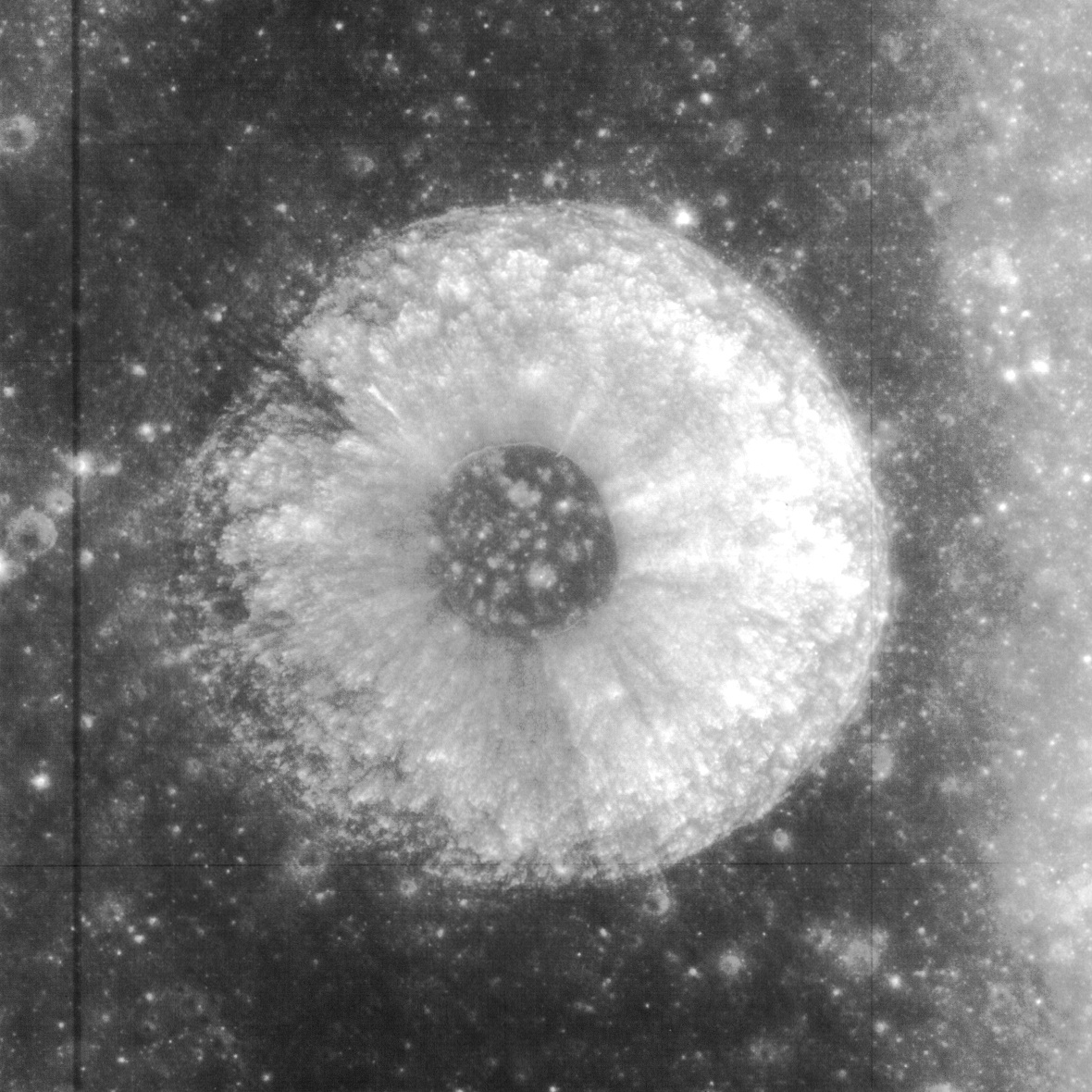
卫星坑"浦金野 D"(阿波罗15号全景相机拍摄)
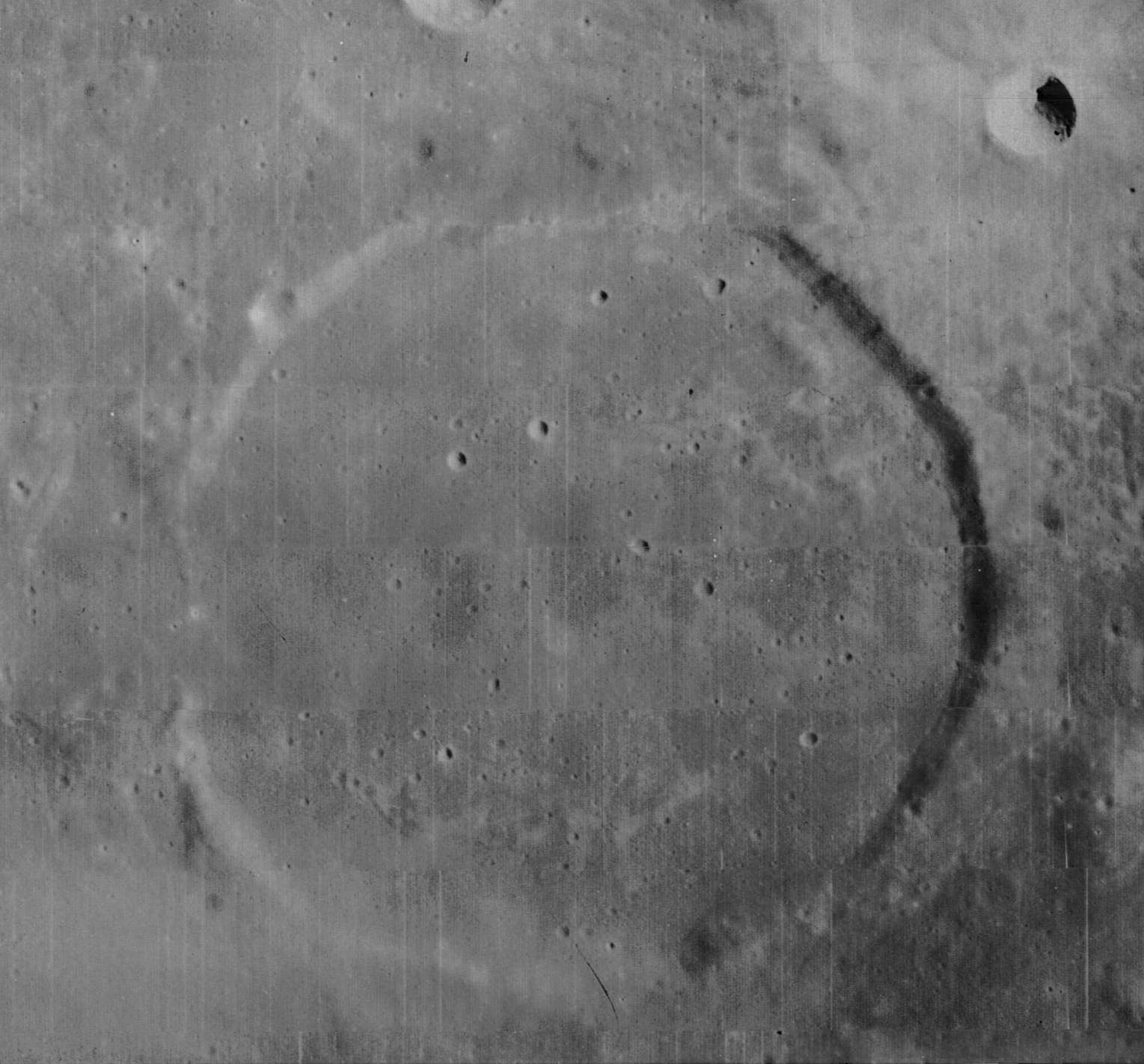
卫星坑"浦金野 S"(月球轨道器1号拍摄)
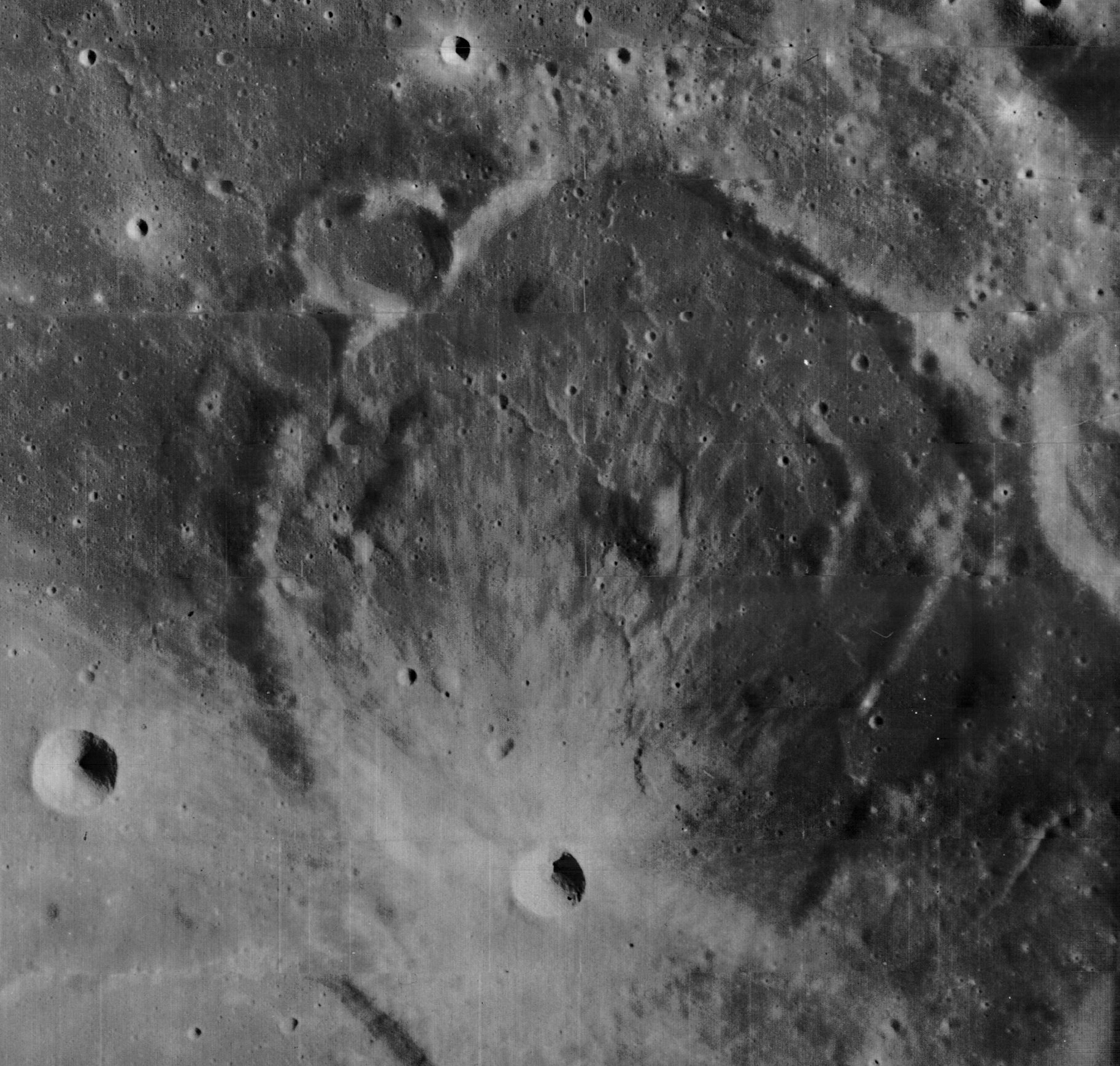
卫星坑"浦金野 U"(月球轨道器1号拍摄)
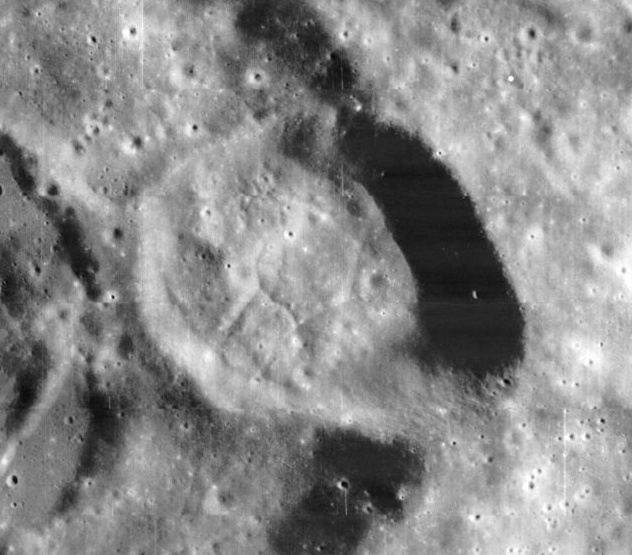
卫星坑"浦金野 V"(月球轨道器1号拍摄)

## 另请参阅
- Andersson, L. E.; Whitaker, E. A. . NASA RP-1097. 1982.
- Blue, Jennifer. . USGS. July 25, 2007  [2007-08-05]. （原始内容存档于2020-05-30）.
- Bussey, B.; Spudis, P. . New York: Cambridge University Press. 2004. ISBN 978-0-521-81528-4.
- Cocks, Elijah E.; Cocks, Josiah C. . Tudor Publishers. 1995. ISBN 978-0-936389-27-1.
- McDowell, Jonathan. . Jonathan's Space Report. July 15, 2007  [2007-10-24]. （原始内容存档于2012-05-26）.
- Menzel, D. H.; Minnaert, M.; Levin, B.; Dollfus, A.; Bell, B. . Space Science Reviews. 1971, 12 (2): 136–186. Bibcode:1971SSRv...12..136M. doi:10.1007/BF00171763.
- Moore, Patrick. . Sterling Publishing Co. 2001. ISBN 978-0-304-35469-6.
- Price, Fred W. . Cambridge University Press. 1988. ISBN 978-0-521-33500-3.
- Rükl, Antonín. . Kalmbach Books. 1990. ISBN 978-0-913135-17-4.
- Webb, Rev. T. W.  6th revised. Dover. 1962. ISBN 978-0-486-20917-3.
- Whitaker, Ewen A. . Cambridge University Press. 1999. ISBN 978-0-521-62248-6.
- Wlasuk, Peter T. . Springer. 2000. ISBN 978-1-85233-193-1.